# Kyary Pamyu Pamyu
Kyary Pamyu Pamyu (きゃりーぱみゅぱみゅ Kyarī Pamyu Pamyu?,  Nishitōkyō, Tokio, 29 de enero de 1993), cuyo verdadero nombre es Kiriko Hayama (葉山桐子), es una cantante, modelo y bloguera japonesa. Su música es producida por Yasutaka Nakata, fundador del grupo Capsule. El 8 de octubre de 2024, anunció que dio a luz a su primer, y único, hijo a través de su cuenta de Instagram

## Carrera

### Primeros años

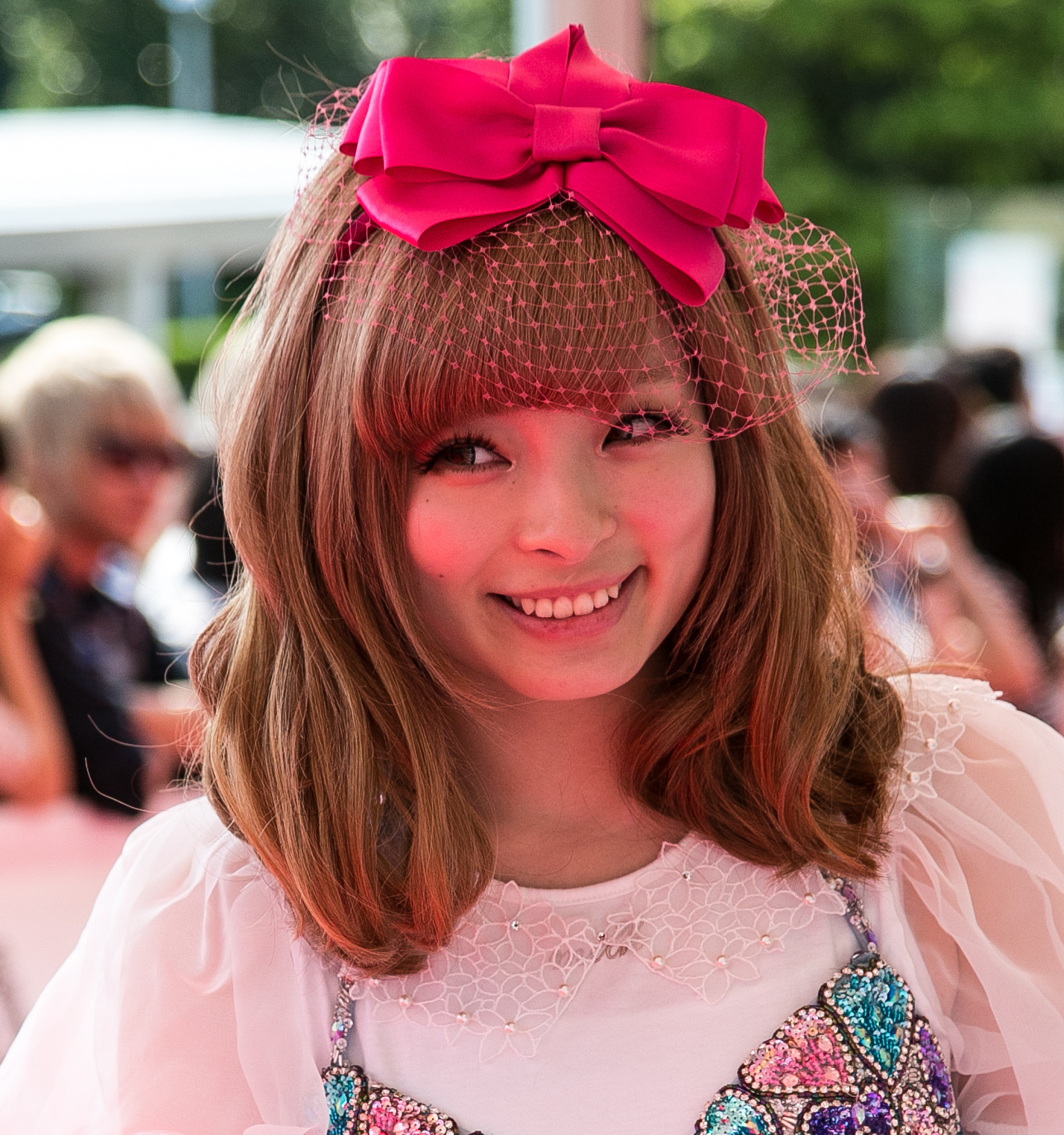
Kyary Pamyu Pamyu en 2014.

Pese a pasar casi toda su infancia y adolescencia en el anonimato, tuvo la oportunidad de lanzar un DVD como junior idol bajo su nombre real llamado "Kiriko Takemura de 12años". Esta publicación pasó desapercibida hasta que dio el salto a la fama y los poseedores de dicho DVD se dieron cuenta de que la pequeña Kiriko Takemura era realmente la recién saltada a la fama Kyary Pamyu Pamyu (nombre artístico).

### Comienzos como bloguera
Kyary comenzó como una bloguera de moda, lo que le llevó a empezar una carrera profesional como modelo para las revistas de moda de Harajuku como Kera! y Zipper. Después del éxito comenzó a establecerse en un negocio propio lanzando una línea de pestañas postizas llamadas "Harajuku Doll Eyelashes by Eyemazing x Kyary" y apareciendo en varios programas televisivos de moda. En abril de 2011, se hizo cargo del evento caritativo "One Snap For Love" con varios editores de moda importantes de Japón y el fotógrafo Yasumasa Yonehara para reunir dinero para el Terremoto y tsunami de Japón de 2011, o como es conocido oficialmente en Japón, el terremoto de la región de Tohoku.

### Carrera musical y salto a la fama
En julio de 2011 empieza su carrera musical con el lanzamiento del primer sencillo, "PONPONPON". El vídeo musical es un tributo a Kawaisa y a la revista Fruits. Fue lanzado en la plataforma social "Youtube" en la cual obtuvo un enorme éxito. El sencillo ha sido producido por Yasutaka Nakata y el primer lanzamiento del miniálbum Moshi Moshi Harajuku fue el 17 de agosto de 2011. "PONPONPON" fue lanzado el 20 de julio de 2011 alcanzando la posición 2 de la lista Billboard Japan de 100 el 31 de julio de 2011.
El segundo sencillo, "Jelly", fue lanzado en iTunes a nivel internacional el 3 de agosto de 2011. Una semana después del lanzamiento de su debut en el miniálbum, Kyary lanzará una autobiografía sobre su ascenso a la fama, titulado Oh! My God!! Harajuku Girl.
El 6 de diciembre de 2011, el nuevo sencillo, video musical de Kyary Pamyu Pamyu "TSUKEMA TSUKERU" internacionalmente en iTunes.
El 9 de diciembre de 2011, Kyary Pamyu Pamyu llegó a Estados Unidos por primera vez para actuar en un desfile de moda y también para cantar dos de sus canciones en Culver City, CA. Kyary lanzó su segundo sencillo físico "Candy Candy", el 4 de abril de 2012. Junto con el anuncio de su segundo sencillo, se reveló que ella celebraría su primera gira nacional en junio, así como el lanzamiento de un club de fanes oficial en primavera. La gira comenzó el 2 de junio en la escotilla de Namba en Osaka. Siguió en Hiroshima, Nagoya, Sendai, Sapporo, Fukuoka y luego terminó en Tokio el 29 de junio. El 17 de octubre lanza su tercer sencillo Fashion Monster gracias a la colaboración de la empresa Gu.

## Discografía

### Álbum versionado
- Kyarypamyupamyu no Ghibli Set (きゃりーぱみゅぱみゅのジブリセット). Publicado el 8 de junio de 2011.

### Miniálbumes
- Moshimoshi Harajuku (もしもし原宿). Publicado el 17 de agosto de 2011.[17]

### Álbumes de estudio
- Pamyu Pamyu Revolution (ぱみゅぱみゅレボリューション). Publicado el 23 de mayo de 2012.[18]
- Nanda Collection (なんだこれくしょん). Publicado el 26 de junio de 2013.[19]
- Pika Pika Fantajin (ピカピカふぁんたじん). Publicado el 9 de julio de 2014.[19]
- Japamyu (じゃぱみゅ). Publicado el 26 de septiembre de 2018.

### Recopilación
- KPP BEST. Publicado el 25 de mayo de 2016.

### Sencillos
- Tsukema Tsukeru (つけまつける). Publicado el 11 de enero de 2012.
- CANDY CANDY. Publicado el 4 de abril de 2012.
- Fashion Monster (ファッションモンスター). Publicado el 17 de octubre de 2012.
- Kimi ni 100 percent/Furisodeshon (キミに100パーセント/ふりそでーしょん). Publicado el 30 de enero de 2013.
- Ninja Re Bang Bang (にんじゃりばんばん). Publicado el 20 de marzo de 2013.
- Invader Invader (インベーダーインベーダー). Publicado el 15 de mayo de 2013.
- Mottai Night Land (もったいないとらんど). Publicado el 6 de noviembre de 2013.
- Yume no Hajima-Ring Ring (ゆめのはじまりんりん). Publicado el 26 de febrero de 2014.
- Family Party (ファミリーパーティー). Publicado el 16 de abril de 2014.
- Kira Kira Killer (きらきらキラー). Publicado el 11 de junio de 2014.
- Mondai Girl (もんだいガール). Publicado el 18 de marzo de 2015.
- Crazy Party Night ~Pumpkins Strike Back~ (Crazy Party Nigth ~ぱんぷきんの逆種~). Publicado el 2 de septiembre de 2015.
- Sai & Ko (最&高). Publicado el 20 de abril de 2016.
- Harajuku Iyahoi/Crazy Crazy (原宿いやほい ). Publicado el 18 de enero de 2017.
- Easta (良すた). Publicado el 5 de abril de 2017

### Sencillos digitales
- Miracle Orange (ミラクルオレンジ). Publicado el 30 de marzo de 2010.
- Love Berry (ラブベリー).
- PONPONPON. Publicado el 20 de julio de 2011.
- Jelly (capsule cover). Publicado el 3 de agosto de 2011.
- Kimi No Mikata (きみのみかた). Publicado el 11 de abril de 2018.
- Kimiga iine Kuretara (きみがいいねくれたら) Publicado el 10 de mayo de 2019.

### Vinilos
- PONPONPON / Cherry Bonbon. Publicado el 20 de julio de 2012.
- Tsukema Tsukeru / Minna no Uta (つけまつける / みんなのうた). Publicado el 17 de julio de 2013.
- Ninjari Bang Bang (にんじゃりばんばん). Publicado el 19 de abril de 2014.

### Box
- Pamyu Pamyu Evolution (Otona Tachi no Mikata BOX) ( ぱみゅぱみゅエボリューション (大人たちの味方BOX)). Publicado el 19 de diciembre de 2012.

## Filmografía

### Radio
- Kyary Pamyu Pamyu's way way radio (2011-????)

### Televisión
- Space Shower AREA, como coanfitriona (2011-????)
- Catherine, como coanfitriona (2012-????)
- Shimura ZOO, segmento especial: Kyary y los tres cerditos (2012)
- Kyarypamyupamyu TV JOHN!, como protagonista (2012-????)
- Crayon Shin-chan, aparición especial (2012)
- kyary pamyu pamyu no nandakore tv emitido los 30 de cada mes
- Sekai no nandakore!? Mistery!!

### Dramas
- Kazoku no Uta, aparición especial (2012)

### Otros
- Kyary’s Way Way NICO Channel, Streaming de Nico Nico Douga (2011-2012)
- Japan in Motion, serie de YouTube (2012)
- Catherine the 13th, serie de YouTube (2012-????)

### Giras mundiales: 100% KPP World Tour
- 2013 Bruselas, Bélgica 09/2
- 2013 París, Francia 10/2
- 2013 Londres, Reino Unido 13/3
- 2013 Taipéi, República China 15/3
- 2013 Hong Kong, República Popular China 17/3
- 2013 Los Ángeles, California 12/4
- 2013 Nueva York, Estados Unidos 14/4
- 2014 Seattle, Estados Unidos 13/2
- 2014 San Francisco, Estados Unidos 15/Febrero
- 2014 Los Ángeles, Estados Unidos 16/Febrero
- 2014 Chicago, Estados Unidos 5/Marzo
- 2014 Toronto, Canadá 7/Marzo
- 2014 New York, Estados Unidos 8/Marzo
- 2014 Sídney, Australia 23/Marzo
- 2014 Hong Kong 5/abril
- 2014 París, Francia 25/abril
- 2014 Köln, Alemania 27/abril
- 2014 Londres, Reino Unido 29/abril
- 2014 Zepp Tokio, Japón 17-18/Mayo
- 2014 Taipéi, Taiwán 30/Mayo
- 2014 Singapur 21/Junio
- 2014 Bangkok 28/Junio

Crazy party Night 
- 2015 Londres, Reino Unido

KPP 5ive Years Monster World Tour 2016
- 2016 Singapur 13 de marzo
- 2016 Sídney, Australia 24 de junio
- 2016 Melbourne, Australia 25 de junio
- 2016 Londres, Reino Unido 8 de julio
- 2016 San Francisco, Estados Unidos 22 de julio
- 2016 New York, Estados Unidos 26 de julio
- 2016 Taipéi, Taiwán 6 de agosto
- 2016 Tokyo Nipón Budokan, Japón 19 y 20 de agosto

### Libros
- Oh! My God!! Harajuku Girl (Oh!My God!!原宿ガール). Publicado el 18 de agosto de 2011.
- Kyary Bon (きゃりーぼーん). Publicado el 23 de abril de 2012.
- 100%KPP WORLD TOUR 2013 OFFICIAL DOCUMENTARY PHOTO BOOK. Publicado el 8 de agosto de 2013.

### DVD
- Kiriko Takemura de 12años/K@sumi (竹村桐子　１２歳／Ｋ＠ｓｕｍＩ（カスミ）). Publicado el 16 de diciembre de 2005.[3][4][5]
- Kyary Pamyu Pamyu TV JOHN! (きゃりーぱみゅぱみゅテレビJOHN!). Publicado el 6 de junio de 2012.
- Kyary Pamyu Pamyu TV JOHN! VOL.2 (きゃりーぱみゅぱみゅテレビJOHN! VOL.2). Publicado el 19 de diciembre de 2012.
- Doki Doki Waku Waku Pamyu Pamyu Revolution Land 2012 in Kira Kira Budokan (ドキドキワクワクぱみゅぱみゅレボリューションランド 2012 in キラキラ武道館). Publicado el 13 de marzo de 2013.
- 100%KPP WORLD TOUR 2013 OFFICIAL DOCUMENTARY. Publicado el 29 de enero de 2014.
- Kyary Pamyu Pamyu no Magical Wonder Castle (きゃりーぱみゅぱみゅのマジカルワンダーキャッスル). Publicado el 11 de junio de 2014.
- KPPMV01. Publicado el 30 de septiembre de 2015.
- KPP 5ive YEARS MONSTER World Tour in Nippon Budokan (KPP 5イヴ・イズ・モンスターワールドツアー2016年日本武道館で). Publicado el 5 de abril de 2017.